# Reuben Rainer Lee
Siong En Reuben Rainer Lee (* 17. September 2002) ist ein singapurischer Leichtathlet, der sich auf den Sprint spezialisiert hat. Er ist der momentane Inhaber des Landesrekords über 200 Meter.

## Sportliche Laufbahn
Erste internationale Erfahrungen sammelte Reuben Rainer Lee im Jahr 2019, als er bei den Jugendasienmeisterschaften in Hongkong in 22,07 s den fünften Platz im 200-Meter-Lauf belegte. 2022 nahm er an den Südostasienspielen in Hanoi teil und belegte dort in 21,07 s den fünften Platz über 200 Meter und gewann mit der singapurischen 4-mal-400-Meter-Staffel in 3:11,09 min die Bronzemedaille hinter den Teams aus Thailand und Vietnam. Rückwirkend rückte die Mannschaft aufgrund der Disqualifikation Vietnams auf den Silberrang vor. Im August kam er bei den Commonwealth Games in Birmingham mit 21,72 s nicht über den Vorlauf über 200 Meter hinaus und verpasste mit der Staffel mit 3:15,01 min den Finaleinzug. Im Jahr darauf gelangte er bei den Südostasienspielen in Phnom Penh mit der Staffel nach 3:10,11 min auf Rang fünf.
2022 wurde Lee singapurischer Meister im 200-Meter-Lauf.

## Persönliche Bestleistungen
- 100 Meter: 10,64 s (+0,8 m/s), 10. August 2022 in Langenthal
- 200 Meter: 21,07 s (0,0 m/s), 14. Mai 2022 in Hanoi (Landesrekord)
- 400 Meter: 47,37 s, 25. Februar 2023 in Pretoria